# میکل آلند
میکل آلند (انگلیسی: Mikkel Aaland؛ زادهٔ ۱ ژانویهٔ ۱۹۵۲) عکاس اهل ایالات متحده آمریکا است.